# Мунір Оббаді
Мунір Оббаді (фр. Mounir Obbadi, нар. 4 квітня 1983, Мелан, Франція) — марокканський футболіст, півзахисник французького клубу «Пуассі» (Національний чемпіонат 2, четвертий рівень).
Відомий виступами за національну збірну Марокко та низку клубів Ліги 1, зокрема, «Труа», «Монако» та  «Лілль».

## Клубна кар'єра
Вихованець футбольної школи клубу «Парі Сен-Жермен».
У дорослому футболі дебютував 2001 року виступами за команду клубу «Парі Сен-Жермен-2», де провів три сезони. 
Протягом 2004—2006 років захищав кольори команди клубу «Анже».
Своєю грою за останню команду привернув увагу представників тренерського штабу клубу «Труа», до складу якого приєднався 2006 року. Відіграв за команду з Труа наступні шість сезонів своєї ігрової кар'єри. Більшість часу, проведеного у складі «Труа», був основним гравцем команди.
Згодом з 2013 по 2015 рік грав у складі команд клубів «Монако», з якого був відданий в оренду до «Верони».
До складу клубу «Лілль» приєднався влітку 2015 року. Провівши півтора року в клубі, в січні 2017 перейшов як вільний агент до «Ніцци», який залишив влітку 2017.
У грудні 2017 після шестимісячної перерви повернувся до професіонального футболу, підписавши піврічний контракт з марокканським клубом «Раджа».
У липні 2018 повернувся до Франції, але в напівпрофесійний футбол: сезон 2018/19 провів у третьому дивізоні в клубі «Лаваль», а з літа 2019 грає в четвертому дивізоні за «Пуассі».

## Виступи за збірну
2005 року дебютував в офіційних матчах у складі національної збірної Марокко.
У складі збірної був учасником Кубка африканських націй 2017 року у Габоні, однак на поле не виходив.
| Дата       | Місто      | Господарі           | Результат | Гості               | Турнір                                  | Голи | Примітки |
| ---------- | ---------- | ------------------- | --------- | ------------------- | --------------------------------------- | ---- | -------- |
| 15-11-2005 | Рабат      | Марокко             | 0 – 0     | Камерун             | товариський матч                        | -    | 46'      |
| 8-6-2013   | Марракеш   | Марокко             | 2 – 1     | Танзанія            | Відбір до ЧС 2014                       | -    | 42'      |
| 15-6-2013  | Марракеш   | Марокко             | 2 – 0     | Гамбія              | Відбір до ЧС 2014                       | -    | 60'      |
| 14-8-2013  | Танжер     | Марокко             | 1 – 2     | Буркіна-Фасо        | товариський матч                        | -    |          |
| 7-9-2013   | Абіджан    | Кот-д'Івуар         | 1 – 1     | Марокко             | Відбір до ЧС 2014                       | -    | 71'      |
| 11-10-2013 | Агадір     | Марокко             | 1 – 1     | ПАР                 | товариський матч                        | -    | 23' 46'  |
| 5-3-2014   | Марракеш   | Марокко             | 1 – 1     | Габон               | товариський матч                        | -    | 67'      |
| 23-5-2014  | Фару       | Мозамбік            | 0 – 4     | Марокко             | товариський матч                        | -    | 75'      |
| 28-5-2014  | Алгарве    | Ангола              | 2 – 0     | Марокко             | товариський матч                        | -    |          |
| 6-6-2014   | Москва     | Росія               | 2 – 0     | Марокко             | товариський матч                        | -    |          |
| 3-9-2014   | Касабланка | Марокко             | 0 – 0     | Катар               | товариський матч                        | -    |          |
| 7-9-2014   | Марракеш   | Марокко             | 3 – 0     | Лівія               | товариський матч                        | -    | 83'      |
| 13-11-2014 | Агадір     | Марокко             | 6 – 1     | Бенін               | товариський матч                        | -    |          |
| 12-6-2015  | Агадір     | Марокко             | 1 – 0     | Лівія               | Відбір до Кубка африканських націй 2017 | -    | 77'      |
| 5-9-2015   | Сан-Томе   | Сан-Томе і Принсіпі | 0 – 3     | Марокко             | Відбір до Кубка африканських націй 2017 | -    |          |
| 9-10-2015  | Агадір     | Марокко             | 0 – 1     | Кот-д'Івуар         | товариський матч                        | -    | 73'      |
| 12-10-2015 | Агадір     | Марокко             | 1 – 1     | Гвінея              | товариський матч                        | -    |          |
| 26-3-2016  | Прая       | Кабо-Верде          | 0 – 1     | Марокко             | Відбір до Кубка африканських націй 2017 | -    | 50'      |
| 27-5-2016  | Танжер     | Марокко             | 2 – 0     | Республіка Конго    | товариський матч                        | -    |          |
| 3-6-2016   | Радес      | Лівія               | 1 – 1     | Марокко             | Відбір до Кубка африканських націй 2017 | -    |          |
| 4-9-2016   | Рабат      | Марокко             | 2 – 0     | Сан-Томе і Принсіпі | Відбір до Кубка африканських націй 2017 | -    | 39'      |
| 24-1-2017  | Оєм        | Марокко             | 1 – 0     | Кот-д'Івуар         | Кубок африканських націй 2017           | -    | 83'      |
| Усього     |            | Матчів              | 22        |                     | Голів                                   | 0    |          |